# Jay J. Armes
Jay J. Armes, eigentlich Julian Armas (* 12. August 1932 in Ysleta, Texas; † 19. September 2024 in Texas), war ein US-amerikanischer Privatdetektiv.
Im Alter von zwölf Jahren verlor Armes bei einer Dynamitexplosion beide Hände. An ihrer Stelle trug er seitdem steuerbare Haken als Prothesen. Er beschloss, trotz seiner Behinderung Privatdetektiv zu werden. In den 1970er Jahren war er sehr bekannt; eine Action-Figur wurde nach ihm gestaltet. Eine Zeit lang galt er als einer der erfolgreichsten Privatdetektive der Welt. Armes wirkte in mehreren Fernsehserien mit, so in Mannix und Hawaii Fünf-Null, und sollte 1993 sogar seine eigene Serie bekommen, was jedoch nicht  realisiert wurde.
Zu den ihm zugeschriebenen Leistungen zählt die Entdeckung und Befreiung des entführten Christian Brando, Sohn von Marlon Brando, im Jahr 1972.